# Jargão chinook
O Jargão Chinook (ou chinuk wawa) criada como um pidgin de uso no litoral Pacífico Noroeste do Canadá e que se espalhou durante o século XIX desde o baixo Rio Columbia, indo para áreas dos atuais estados do Oregon e Washington , depois para a Colúmbia Britânica e dali para o Alasca e Território de Yukon, adquirindo características de uma língua crioula. é relacionada, não devendo, porém, ser confundida com a língua nativa dos Chinookans, da qual veio muito do vocabulário do jargão.
Muitas palavras do jargão oe mantém em uso comum na Região Oeste (Estados Unidos), na Colúmbia Britânica e em Yukon tanto em línguas indígenas como na língua inglesa regional, de uma forma tão natural que a maioria das pessoas não sabe que tais palavras se originam desse jargão. A quantidade total de palavras do jargão Chinnok publicadas em léxicos chega a centenas, sendo assim fáceis de ser aprendidas. . A língua tem um próprio sistema gramatical, o qual é bem simples, faciltando mais ainda o aprendizado.. A consoante 'r' é rara mas existente no jargão chinnok. Assim, palavras oriundas do Inglês e do Francês, tais como 'rice' e 'merci', se modificaram para 'lice' e 'mahsie', respectivamente.

### E-books
- Franz Boas (1910). Chinook: an illustrative sketch. [S.l.]: Gov't. Printing Office. Consultado em 25 de agosto de 2012
- Franz Boas (1894). Chinook texts. [S.l.]: Gov't. Printing Office. Consultado em 25 de agosto de 2012
- Walter Shelley Phillips (1913). The Chinook Book: A Descriptive Analysis of the Chinook Jargon in Plain Words, Giving Instructions for Pronunciation, Construction, Expression and Proper Speaking of Chinook with All the Various Shaded Meanings of the Words. [S.l.]: R. L. Davis Printing Company. Consultado em 25 de agosto de 2012
- Charles Montgomery Tate. Chinook as spoken by the Indians of Washington Territory, British Columbia and Alaska for the use of traders, tourists and others who have business intercourse with the Indians : Chinook-English, English-Chinook. M.W. Waitt, Victoria, B.C. [1889?]
- James Constantine Pilling; Smithsonian Institution. Bureau of American Ethnology (1893). Bibliography of the Chinookan Languages (including the Chinook Jargon). [S.l.]: Govt. Print. Off. Consultado em 25 de agosto de 2012

### Dicionários on-line
- Directory to on-line Jargon dictionaries
- Abridged Chinook Dictionary
- Chinook Jargon history, dictionary and phrasebook—includes annotated version of Shaw's dictionary, augmented by content from other word lists.
- George Gibbs (1863). A Dictionary of the Chinook Jargon: Or, the Trade Language of Oregon. [S.l.]: Cramoisy Press. Consultado em 25 de agosto de 2012
- Gill's dictionary of the Chinook jargon: with examples of use in conversation and notes upon tribes and tongues. [S.l.]: J.K. Gill Company. 1909. Consultado em 25 de agosto de 2012
- Horatio Hale (1890). An international idiom: A mannual of the Oregon trade language, or "Chinock jargon.". [S.l.]: Whittaker & Co. Consultado em 25 de agosto de 2012
- George Coombs Shaw (1909). The Chinook jargon and how to use it: a complete and exhaustive lexicon of the oldest trade language of the American continent. [S.l.]: Rainier Printing Company, Inc. Consultado em 25 de agosto de 2012

### Notícias
- Tenas Wawa—Archive of early 1990s newsletter about Chinook Jargon, also includes audio of a song in the Jargon.
- Can We Still Speak Chinook? from B.C.'s The Tyee, January 2006
- «Status Report: Chinuk Wawa Language Nights in Portland». The Where Are Your Keys? LLC blog. 23 de novembro de 2011. Consultado em 2 de agosto de 2012. Arquivado do original em 6 de julho de 2012